# Piotr Haczek
Piotr Haczek (né le 26 janvier 1977 à Żywiec) est un athlète polonais, spécialiste du 400 mètres.

## Biographie
Il a remporté la médaille d'or lors des Championnats d'Europe des moins de 23 ans. Il a été champion du monde, en salle et en plein air, du relais 4 × 400 m (notamment en raison de la disqualification d'Antonio Pettigrew).

### Palmarès
| Date | Compétition                    | Lieu        | Résultat | Épreuve   | Performance   |
| ---- | ------------------------------ | ----------- | -------- | --------- | ------------- |
| 1995 | Championnats d'Europe juniors  | Nyiregyhaza | 3e       | 4 × 400 m | 3 min 09 s 65 |
| 1996 | Jeux olympiques                | Atlanta     | 6e       | 4 × 400 m | 3 min 00 s 96 |
| 1996 | Championnats du monde juniors  | Sydney      | 5e       | 400 m     | 46 s 29       |
| 1996 | Championnats du monde juniors  | Sydney      | 6e       | 4 × 400 m | 3 min 08 s 04 |
| 1997 | Championnats d'Europe espoirs  | Turku       | 2e       | 400 m     | 45 s 72       |
| 1997 | Championnats d'Europe espoirs  | Turku       | 1er      | 4 × 400 m | 3 min 03 s 07 |
| 1997 | Championnats du monde          | Athènes     | 3e       | 4 × 400 m | 3 min 00 s 26 |
| 1998 | Championnats d'Europe          | Budapest    | 5e       | 400 m     | 45 s 46       |
| 1998 | Championnats d'Europe          | Budapest    | 2e       | 4 × 400 m | 2 min 58 s 88 |
| 1999 | Championnats du monde en salle | Maebashi    | 2e       | 4 × 400 m | 3 min 03 s 01 |
| 1999 | Championnats d'Europe espoirs  | Göteborg    | 1er      | 400 m     | 45 s 78       |
| 1999 | Championnats d'Europe espoirs  | Göteborg    | 2e       | 4 × 400 m | 3 min 03 s 22 |
| 1999 | Championnats du monde          | Séville     | 1er      | 4 × 400 m | 2 min 58 s 91 |
| 2000 | Jeux olympiques                | Sydney      | 6e       | 4 × 400 m | 3 min 03 s 22 |
| 2001 | Championnats du monde en salle | Lisbonne    | 1er      | 4 × 400 m | 3 min 04 s 47 |
| 2001 | Championnats du monde          | Edmonton    | 3e       | 4 × 400 m | 2 min 59 s 71 |

### Records
| Épreuve    | Épreuve      | Performance | Lieu   | Date              |
| ---------- | ------------ | ----------- | ------ | ----------------- |
| 400 mètres | En plein air | 45 s 43     | Sydney | 23 septembre 2000 |
| 400 mètres | En salle     | 46 s 64     | Spała  | 22 février 1999   |